# Жемчуг (сельское поселение)
Се́льское поселе́ние «Же́мчуг» (бур. Жэмhэгын hомон) — муниципальное образование в Тункинском районе Бурятии Российской Федерации.
Административный центр — село Жемчуг.

## История
Статус и границы сельского поселения установлены Законом Республики Бурятия от 31 декабря 2004 года № 985-III «Об установлении границ, образовании и наделении статусом муниципальных образований в Республике Бурятия»

## Население
| 2002  | 2011  | 2012  | 2013  | 2014  | 2015  | 2016  |
| ----- | ----- | ----- | ----- | ----- | ----- | ----- |
| 2402  | ↘1903 | ↘1838 | ↘1805 | ↘1770 | ↘1738 | ↘1670 |
| 2017  | 2018  | 2019  | 2020  | 2021  | 2023  | 2024  |
| ↘1611 | ↘1587 | ↘1559 | ↘1542 | ↘1404 | ↘1349 | ↗1352 |

## Состав сельского поселения
| № | Населённый пункт | Тип населённого пункта       | Население |
| - | ---------------- | ---------------------------- | --------- |
| 1 | Жемчуг           | село, административный центр | ↘1138     |
| 2 | Зактуй           | село                         | ↘191      |
| 3 | Охор-Шибирь      | улус                         | ↘547      |
| 4 | Улан-Горхон      | улус                         | ↘36       |